# Panaque changae
Panaque changae és una espècie de peix de la família dels loricàrids i de l'ordre dels siluriformes.

## Morfologia
Els mascles poden assolir els 8,4 cm de llargària total.

## Distribució geogràfica
Es troba a Sud-amèrica: Perú.